# مارتین ایکس-۲۳ پرایم
مارتین ایکس-۲۳ پرایم (به انگلیسی: Martin X-23 PRIME) یک هواگرد ساختِ کارخانهٔ مارتین مریتا است. نخستین استفاده‌کنندهٔ این هواگرد نیروی هوایی ایالات متحده آمریکا بوده‌است. این هواگرد برای نخستین بار در ۲۱ دسامبر ۱۹۶۶ میلادی مورد استفاده قرار گرفت.